# Maestrale-klassen
Maestrale-klassen er en italienske fregat-klasse benyttet af Marina Militare. Klassen består af otte skibe der alle af bygget af Fincantieri.
Maestrale-klassen er primært designet til antiubådskrigsførelse (ASW), men har dog også kapaciteter indenfor de andre primære warfares.
Skibene er vidt benyttet til internationale operationer, enten under NATO, FN eller under nationale italienske opgaver.
De første skibe i klassen indgik i aktiv tjeneste i starten af 1982. Resten af klassen indgik gradvist over de næste tre år. Maestrale-klassen skal efter planen udfases til fordel for Bergamini-klassen efterhånden som disse bliver operative.

## Design
Designmæssigt valgte man at udvikle skibene ud fra den allerede operative Lupo-klasse og de erfaringer man gjorde med den skibsklasse. Dog er Maestrale-klassen noget større, tungere og langsommere, men er dog stadig i stand til at opnå farter på omkring 32 knob. Skibene har en desuden en større overbygning og kun en skorsten. Der er to master, hvoraf den ene er lav og den anden ganske høj. Overbygningen fortsætter uden afbrydelse til hangaren.
Fremdrivningssystemet er baseret på to dieselmotorer samt to LM-2500 gasturbiner der kan benyttes når man har behov for at opnå høj fart. Problemet med dette system er at gasturbinerne er ganske uøkonomiske og bruger uforholdsvis meget brændstof i høj fart. 

### Bevæbning
Maestrale-klassen er bevæbnet med et antal våbensystemer. Monteret på fordækket er en Otobreda 127 mm kanon men en skudkadence på 40 skud i minuttet. Kanonen kan lades med op til 66 granater uden at skulle behøve genladning og har en rækkevidde på 23 kilometer med en granat på 32 kg.
Skibene er også udstyret med Albatros missilsystemet, der med et 8-dobbelt system er i stand til at affyre Sea Sparrow eller Aspide SAM. Dette våbensystem kan i alt medbringe 16 missiler og er i stand til at genlade fire missiler af gangen ved hjælp af et Riva-Calzoni system.
Desuden er skibet udstyret med to DARDO CIWS, hver med en dobbelt 40 mm L70 Bofors pjece. De er udstyret med et magasin med 700 granater og har en skudkadence på 600 skud/minuttet. granaternes afstandsbestemte tændsatser og ildledelsessystemer gør de ubemandede våbensystemer til et godt sidste forsvar mod indkomne missiler.
Desuden er der fire Otomat antiskibsmissiler der er i stand til at ramme mål på 160 kilometers afstand med 210 kg sprængstof. Missilerne er placeret oven på hangaren, hvor der er plads til to AB-212ASW helikoptere.
Til sidst er der fire torpedoaffyringssystemer, to tredobbelte torpedorør til ILAS-3 324 mm torpedoer, til i alt 12 torpedoer. Derudover er der to affyringsapparater til A.184-trådstyret torpedoer med en magasinkapacitet på i alt 6-8 torpedoer. A.184 torpedoerne er skibenes primære antiubådstorpedo, der dog også kan benyttes mod overflademål. 

## Sammenligning mellem Maestrale og Lupo klasserne
Lupo-klassen indgik i aktiv tjeneste i 1977. Maestrale-klassen er en opgraderet version af Lupo-klassen der er bygget med fokus på overfladekrigsførelse. De bygger på det samme skrog, dog er Maestrale-klassens skrog forøget for at kunne rumme flere systemer. Lupo-klassen er tre knob hurtigere og er udstyret med otte Otomat missiler mod Maestrales fire. Derimod har Maestrale-klassen dobbelt så mange torpedosystemer, to helikoptere samt en VDS. Derfor har Maestrale-klassen væsentlig større ASW-kapacitet.
Maestrale-klassen har dog også et antal svagheder. Den mest udtalte svaghed er luftforsvaret: Mens Lupo-klassen har fire våbensystemer placeret rundt på skibet har man med Maestrale-klassen, grundet den dobbelte hangar, været nødt til at placere størstedelen af sine våbensystemer forrest på skibet og dermed ikke dækker agtenud.
Efter deres tilgang til flåden er Maestrale-klassen gentagne gange blevet moderniseret, men som de fleste italienske skibe, aldrig i større grad. Systemerne er næsten ens med de systemer skibene blev "født med" i 1982, bortset fra et to Oerlikon 20 mm maskinkanoner der blev installeret i 2005.

## Skibe i klassen
| Pennant | Navn      | Kølen lagt       | Søsat              | Indgået            | Skæbne | Kaldesignal |
| ------- | --------- | ---------------- | ------------------ | ------------------ | ------ | ----------- |
| F570    | Maestrale | 8. marts 1978    | 2. februar 1981    | 7. marts 1982      | -      | IAME        |
| F571    | Grecale   | 21. marts 1979   | 12. september 1981 | 5. februar 1983    | -      | IAGR        |
| F572    | Libeccio  | 1. august 1979   | 7. september 1981  | 5. februar 1983    | -      | IALI        |
| F573    | Scirocco  | 26. februar 1980 | 17. april 1982     | 20. september 1983 | -      | IASC        |
| F574    | Alisio    | 10. august 1980  | 29. oktober 1982   | 20. september 1983 | -      | IALS        |
| F575    | Euro      | 15. april 1981   | 25. marts 1983     | 7. april 1984      | -      | IAEU        |
| F576    | Espero    | 29. juli 1982    | 19. november 1983  | 4. maj 1985        | -      | IAES        |
| F577    | Zeffiro   | 15. marts 1983   | 19. maj 1984       | 4. maj 1985        | -      | IAEF        |